# Zdenac
Zdenac is een plaats in de gemeente Tounj in de Kroatische provincie Karlovac. De plaats telt 207 inwoners (2001).